# Sentilly
Sentilly is een plaats en voormalige gemeente in het Franse departement Orne in de regio Normandië en telt 139 inwoners (1999). De plaats maakt deel uit van het arrondissement Argentan.

## Geschiedenis
Sentilly is op 1 januari 2018 gefuseerd met de gemeenten Goulet en Montgaroult tot de gemeente Monts-sur-Orne. 

## Geografie
De oppervlakte van Sentilly bedraagt 7,8 km², de bevolkingsdichtheid is 17,8 inwoners per km².
De onderstaande kaart toont de ligging van Sentilly met de belangrijkste infrastructuur en aangrenzende gemeenten.

## Demografie
Onderstaande figuur toont het verloop van het inwonertal (bron: INSEE-tellingen).